# Mナビ
Mナビ（エム・ナビ　Market Naviの略）はテレビ東京（関東ローカル）で、2012年4月2日より平日9:21 - 9:26に放送されている市況番組である。祝日は放送が休止される。

## 概要
この番組は元々『きょうの株式』から『Mプラス9』までの約36年間に渡り、午前9時台、ないしは10時台に東京証券取引所の立会いの模様を速報する番組をTXN系列の地上波各局、およびBSジャパンに放送していたが、2012年度の春季改編により同時間帯の市況ワイド中継を廃止（同枠は韓流プレミアに移行）したため、これに代わる市況情報番組として開始した。
東証の取引が開始される最初の30分は、1日のマーケットの動向を占う意味でも重要な時間帯である。この番組では日経CNBCスタジオからの裏送りで、立会いの株価動向を7分とコンパクトにまとめて、その日の市況の取引判断に役立つ情報を届ける。

## キャスター
- 小川まどか（日経CNBCキャスター）